# Cañonera Hyson
La cañonera Hyson (Chino tradicional: 海生; pinyin: Hǎishēng; Wade-Giles: Haisheng) fue uno de los primeros barcos fluviales armados de la dinastía Qing, y uno de los primeros barcos modernos de China. La cañonera Hyson era un barco de vapor que formaba parte de la marina del Ejército Siempre Victorioso. Era una embarcación anfibia, ya que le equiparon con ruedas que le permitían moverse por tierra. Fue usado como cuartel general de por Charles George Gordon. Participó en la toma de Quinsan. En 1865 fue transferida a la Oficina de Supresión de Piratas de Shanghái, luego fue transferido a la aduana. En 1877 fue vendido.

## Historia

### Servicio en el Ejército Siempre Victorioso
No se sabe cuándo fue construido. Hay registro que, en un primer momento, la comandó un estadounidense llamado Davidson, y más tarde la comandó Charles George Gordon. El Mayor Charles George Gordon del Cuerpo de Ingenieros Reales Británicos en marzo de 1863 se hizo cargo de la unidad imperial conocida como el Ejército Siempre Victorioso, fundada por Frederick Townsend Ward a principios de 1862. Gordon usó uno de los vapores armados, el Hyson, como su cuartel general, y bajo su mando, la nave encabezó muchas acciones exitosas de las fuerzas imperiales. Se decía que su silbato de vapor aterrorizaba al enemigo, y cuando el río era poco profundo como para navegar, el Hyson usaba sus ruedas de paletas y así se abría paso a través del lecho del río.
En ese tiempo, su tripulación consistía en 4 oficiales extranjeros; 4 fogoneros, 10 artilleros y 20 marineros. En 1863, durante la reconquista de Quinsan, transportó 350 hombres y artillería.

### Servicio posterior
Fue comprada en abril o mayo de 1865 por Intendente del Circuito de Shanghái Ding Richang por orden de Li Hongzhang (general fiel a la dinastía Qing). En julio o agosto de 1865, fue transferida a la Oficina de Supresión de Piratas de Shanghái y realizó tareas de patrulla cerca de Shanghái.
Hyson fue transferido a la aduana Qing y rebautizado como Ching Po (Chino tradicional: 靜波; pinyin: Jìngbō; 'Olas tranquilas'). Fue vendida en 1877.